# トゥエンノ
トゥエンノ（イタリア語: Tuenno）は、イタリア共和国トレンティーノ＝アルト・アディジェ州ヴィッレ・ダナウニアにある分離集落（フラツィオーネ）。
かつては独立した自治体（コムーネ）であったが、2016年1月1日、ナンノ、タッスッロと合併し、新自治体の一部となった。

## 地理

### 位置・広がり
トレント自治県北西部、ヴァル・ディ・ノンに位置する集落。ヴァル・ディ・ノンの中心地であるクレスから南南西へ4km、県都トレントから北北西へ29km、ボルツァーノから南西へ32kmの距離にある。

#### 隣接コムーネ
コムーネとしてのトゥエンノは、以下のコムーネと隣接していた。
- クレス
- タッスッロ
- ディマーロ
- ナンノ
- テッレス
- フラヴォーン
- デンノ
- クーネヴォ
- カンポデンノ
- ラーゴリ
- スポルマッジョーレ
- モルヴェーノ

### 地勢
ラムサール条約保護地であるトヴェル湖 (it:Lago di Tovel) は、トゥエンノのコムーネ域内にあった（イタリアのラムサール条約登録地一覧も参照）。トゥエンノ集落から南西に9kmほど離れた山中に位置している。

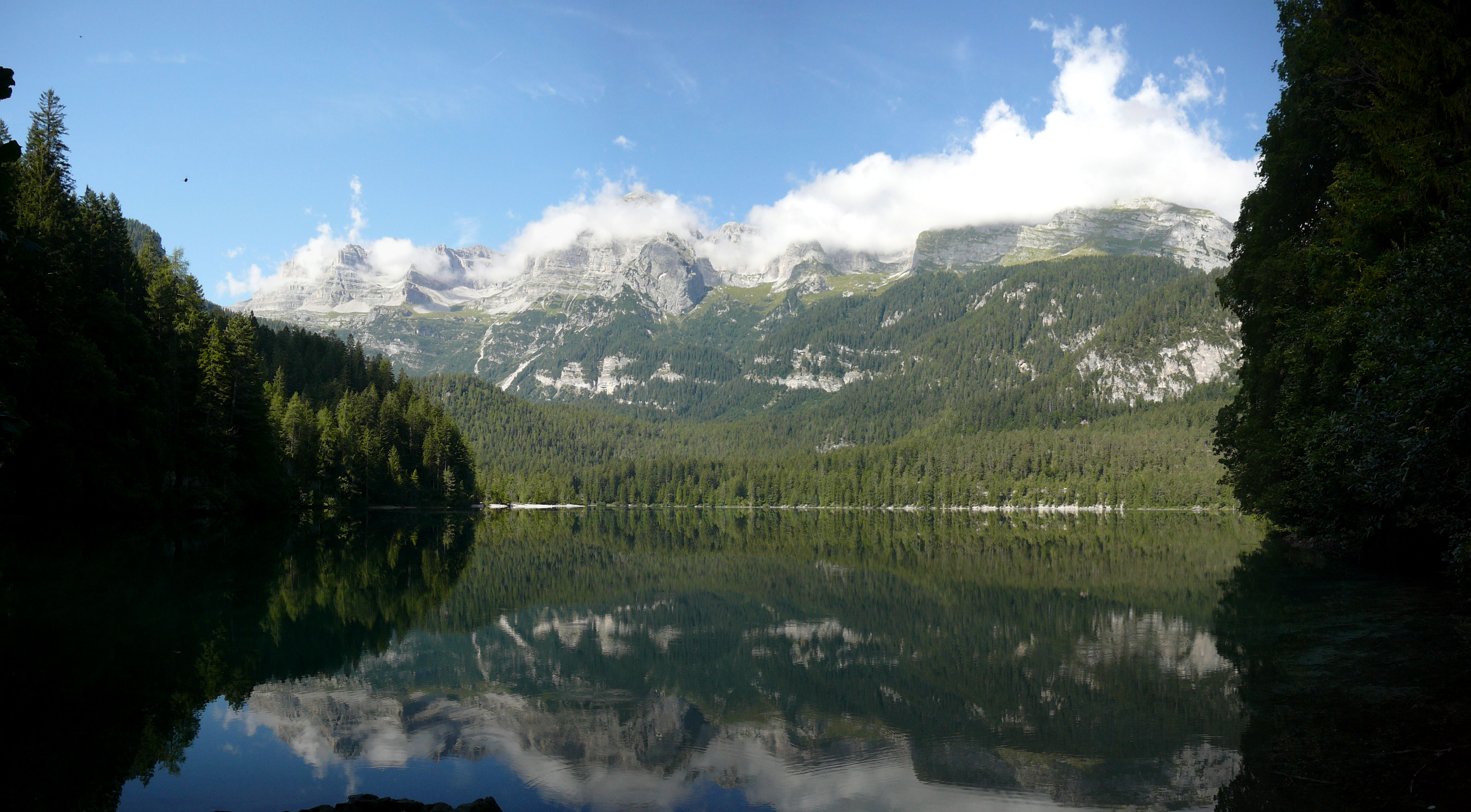
トヴェル湖

## 行政

### Comunita di valle
トレント自治県が設置した広域行政組織 Comunita di valle 「ヴァル・ディ・ノン」 (it:Comunita della Val di Non) （事務所所在地: クレス）に属していた。

## 住民

### 言語
| 少数言語話者の割合（2011年） | 少数言語話者の割合（2011年） | 少数言語話者の割合（2011年） | 少数言語話者の割合（2011年） | 少数言語話者の割合（2011年） |
| ---------------------------- | ---------------------------- | ---------------------------- | ---------------------------- | ---------------------------- |
|                              |                              |                              |                              |                              |
| ラディン語                   | ラディン語                   |                              | 19.9%                        | 19.9%                        |
| モケーニ語                   | モケーニ語                   |                              | 0.0%                         | 0.0%                         |
| チンブロ語                   | チンブロ語                   |                              | 0.0%                         | 0.0%                         |

2011年10月9日に行われた国勢調査によれば、コムーネ住民2386人中474人（19.9%）がラディン語話者であった。